# NGC 3550
NGC 3550是一个位于大熊座的透鏡狀星系 ，1785年4月11日由威廉·赫歇爾发现，是A1185星系团中最亮的星系。